# Diana (chanson de DJ Snake & Hamza)
Singles par DJ Snake
Goodbyes (Myrrh)
(2024) Paradise
(2025)
Singles par Hamza
Toka
(2024) KYKY2BONDY
(2025)
Clip vidéo
[vidéo] « Diana (Official Music Video) », sur YouTube
Diana est une chanson du DJ et producteur franco-algérien DJ Snake, en featuring avec le rappeur belgo-marocain Hamza. Le titre est sorti le 13 novembre 2024 en téléchargement numérique sur le label Interscope. La chanson a été écrite et produite par William Grigahcine, Hamza Al-Farissi, Swy V et Lucozi.

## Clip vidéo
Le clip est publié sur YouTube le 13 novembre 2024 et est réalisé par Charles-Edouard Dangelser et Tom Peyrat et produit par Julie Hassid. Le clip se situe dans un studio d'enregistrement où l'on voit apparaître le rappeur Hamza entrer dans la cabine d'enregistrement et DJ Snake aux commandes de la console de mixage. On peut également voir apparaître la danseuse et modèle, Inès Joseph, qui représente "Diana", en référence au morceau.

## Liste des titres
| 1. | Diana | 4:09 |